# Ernő Marton
Ernő (Ernest) Marton (n. 17 mai 1896, Târnăveni, Mureș, România – d. 28 august 1960, Ierusalim, Israel) a fost un rabin, politician, sionist, istoric, avocat și jurnalist român. Acesta s-a născut în Târnăveni (pe atunci parte din Austro-Ungaria, într-o familie de evrei maghiari, tatăl său fiind rabin. Deși avea studii religioase, profesând ca rabin, Marton a absolvit dreptul la Universitatea din Cluj, oraș în care s-a stabilit ulterior. A fost unul dintre fondatorii ziarului evreiesc Új Kelet.
După unirea Transilvaniei cu România, acesta a rămas unul dintre liderii comunității evreiești din Cluj. În anul 1932 a ajuns parlamentar. Când Transilvania de Nord a fost anexată Ungariei, în anul 1940, acesta s-a mutat în Budapesta, unde a fost liderul comunității sioniste maghiare. În anul 1944, când a aflat că evreii din Cluj urmează să fie deportați la Auschwitz, acesta s-a mutat la București unde a încercat să salveze mai mulți evrei transilvăneni de la deportare. 
În anul 1946 a emigrat în Israel, unde și-a luat numele evreiesc de Ezekiel. A fost de asemenea unul dintre fondatorii Partidului Progresist.
A decedat în anul 1960, în Tel Aviv, fiind înmormântat în Cimitirul Nahalat Yitzhak.